# 雷通瓦勒
雷通瓦勒（法語：Rétonval，法語發音：[ʁetɔ̃val]）是法国滨海塞纳省的一个市镇，属于迪耶普区。

## 地理
雷通瓦勒（49°49'12"N, 1°35'36"E）面积5.62 平方千米，位于法国诺曼底大区滨海塞纳省，该省份为法国北部沿海省份，其西部及北部濒大西洋英吉利海峡，东起顺时针与索姆省、瓦兹省、厄尔省和卡爾瓦多斯省接壤。
与雷通瓦勒接壤的市镇（或旧市镇、城区）包括：圣莱热欧布瓦、维莱苏富卡蒙。

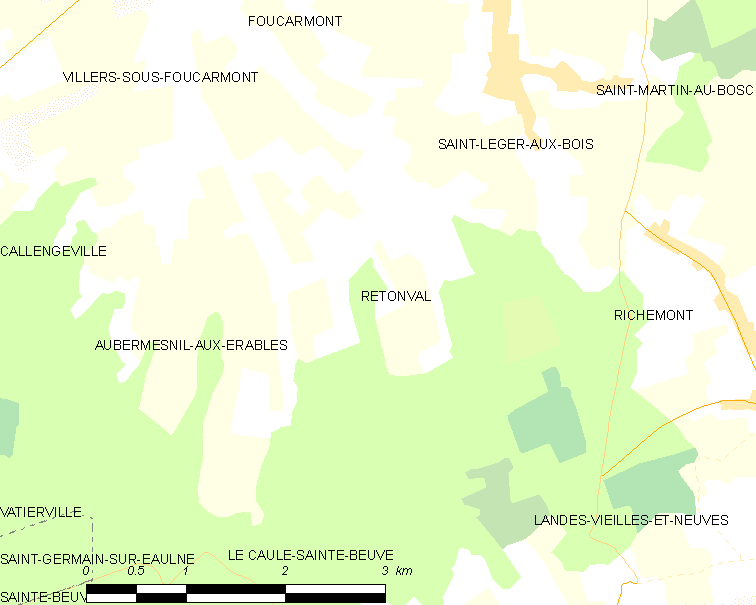
雷通瓦勒的OSM定位图

雷通瓦勒的时区为UTC+01:00、UTC+02:00（夏令时）。

## 行政
雷通瓦勒的邮政编码为76340，INSEE市镇编码为76523。

## 政治
雷通瓦勒所属的省级选区为厄镇县。

## 人口

1962-2008年间雷通瓦勒人口变化图示

雷通瓦勒于2022年1月1日时的人口数量为174人。